# 긴발톱땅다람쥐
긴발톱땅다람쥐(Spermophilopsis leptodactylus)는 다람쥐과에 속하는 설치류의 일종이다. 긴발톱땅다람쥐속(Spermophilopsis)의 유일종이다. 아프가니스탄과 이란, 카자흐스탄, 타지키스탄, 투르크메니스탄, 우즈베키스탄에서 발견된다.